# Arrondissement Nice
Arrondissement Nice (francouzsky Arrondissement de Nice) je francouzský arrondissement ležící v departementu Alpes-Maritimes v regionu Provence-Alpes-Côte d'Azur. Člení se dále na 33 kantonů a 101 obcí.

## Kantony
| - Beausoleil - Breil-sur-Roya - Contes - L'Escarène - Guillaumes - Lantosque - Levens - Menton-Est - Menton-Ouest - Nice-1 - Nice-2 | - Nice-3 - Nice-4 - Nice-5 - Nice-6 - Nice-7 - Nice-8 - Nice-9 - Nice-10 - Nice-11 - Nice-12 - Nice-13 | - Nice-14 - Puget-Théniers - Roquebillière - Roquesteron - Saint-Étienne-de-Tinée - Saint-Martin-Vésubie - Saint-Sauveur-sur-Tinée - Sospel - Tende - Villars-sur-Var - Villefranche-sur-Mer |